# Dobromisao
Dobromisao (engl. Goodthink) koncept je koji je engleski pisac George Orwell izložio u svom romanu Tisuću devetsto osamdeset četvrtoj kao okvir misli koji je dopušten podanicima fiktivne države Oceanije. Oni su dužni imati stavove i misli koje su u skladu s ideologijom vladajućeg režima. Svaki izlazak iz tog okvira predstavlja zlomisao koji nekoga čini državnim neprijateljem. Sama je riječ dio tzv. novogovora koji se koristi u romanu.
Ponekad se u ironičnu smislu koristi za stavove koje u nekom društvu iznose tzv. "dobromisleći" pojedinci.